# 尼康D810
尼康D810（Nikon D810）是日本相機製造廠尼康於2014年6月发布的数码单反相机，是取代D800/D800E的后续机型。

## 規格
- 感光元件使用35.9×24.0公釐尺寸的 CMOS，有效像素為3630萬像素，最大的解像度是7360 x 4912。